# Aspekt (Astrologie)

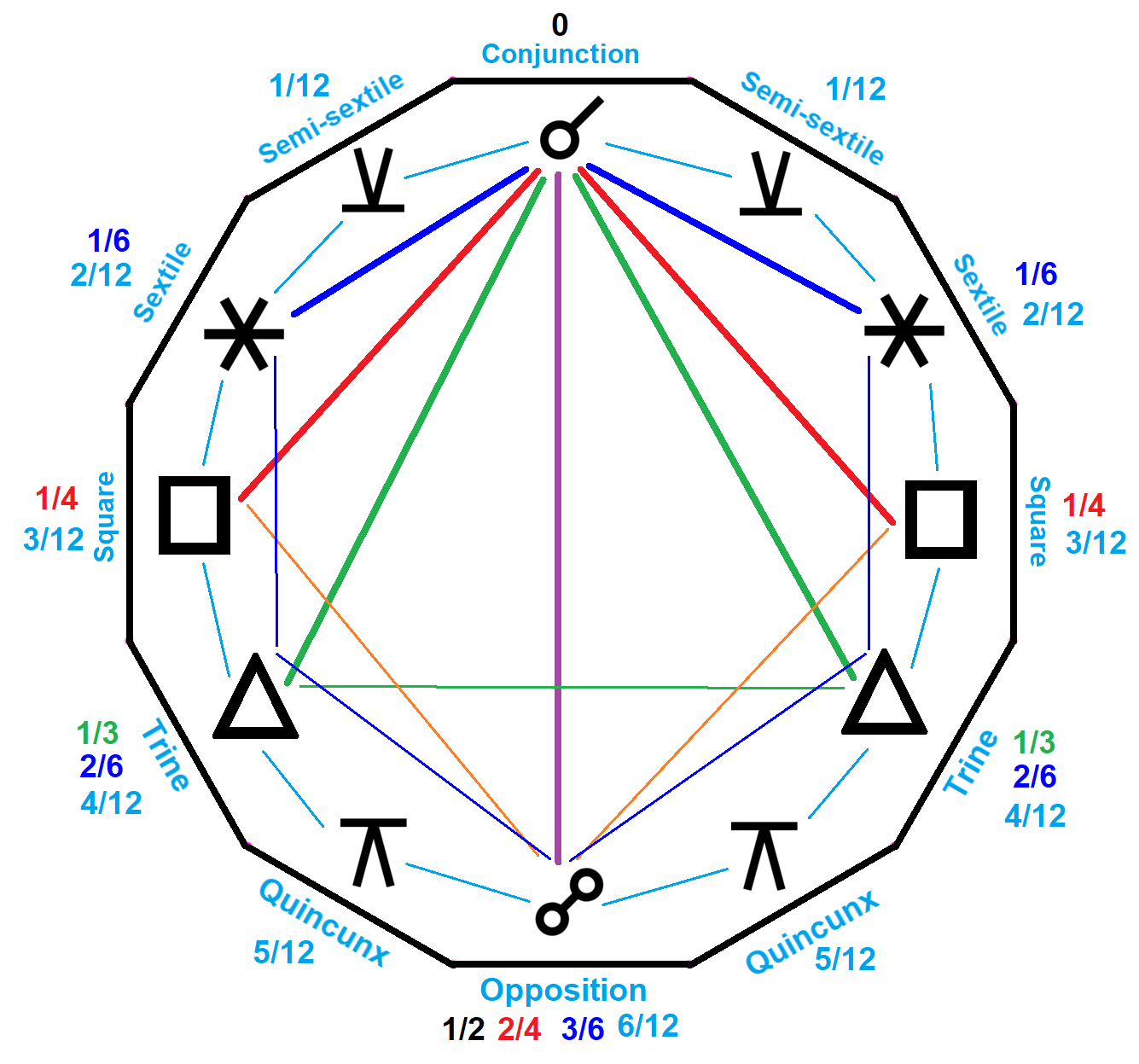
Die sieben Aspekte Konjunktion, Semisextil, Sextil, Quadrat, Trigon, Quincunx und Opposition.

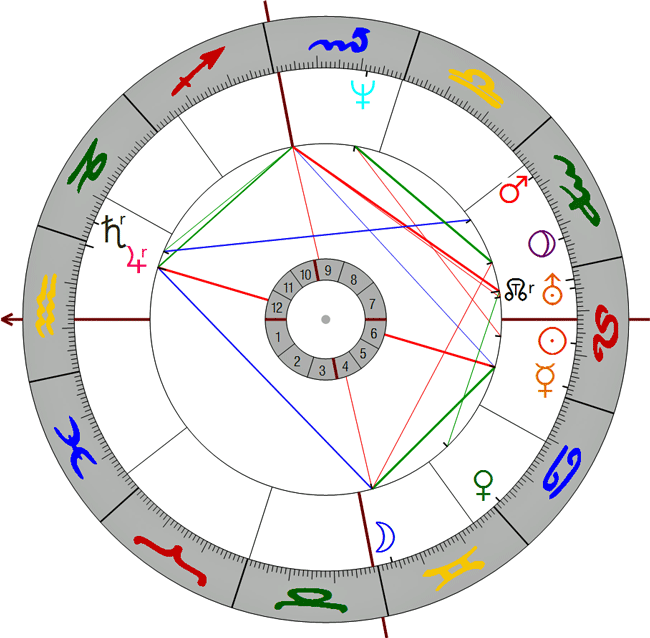
Die Aspekte im Geburtshoroskopes von Barack Obama, der am 4. August 1961 um 19h24 in Honolulu geboren wurde. Die roten Linien stellen disharmonische bzw. gespannte, die grünen und blauen Linien harmonische Aspekte dar.

Als Aspekte (lat. aspectus für ‚Anblick‘, ‚Ansicht‘) bezeichnet man in der Astrologie bestimmte Winkelbeziehungen zwischen den Planeten, Sonne, Mond, Aszendent, Medium coeli und weiteren Deutungsfaktoren, wie z. B. dem Mondknoten, die herkömmlicherweise in der Horoskop-Grafik eingezeichnet werden. Der Winkelabstand zwischen den Horoskopfaktoren wird hierbei entlang der Ekliptik gemessen, das heißt es wird gemeinhin ausschließlich die ekliptikale Länge berücksichtigt. 
Aspekte werden als Verbindungen der beteiligten Horoskopfaktoren, wie eben den Planeten, gedeutet. Die Deutung hängt normalerweise vom Aspekt, seinem Wirkungsradius (Orbis) und von den beteiligten Planeten ab, in der traditionellen Astrologie wird weiterhin auch der Zustand besonders der aspektierten Himmelskörper bzw. Planeten berücksichtigt wie Rückläufigkeit und Domizilstellung oder Verbrennung und Hausposition usw.
In der Horoskop-Grafik werden Aspekte als Verbindungslinien zwischen den Planeten dargestellt.

## Qualität
Die Verbindung zwischen den Planeten wird vor allem bei stärker psychologisch orientierten Astrologen und Astrologie-Autoren vielfach nur in den beiden Groß-Kategorien harmonisch oder gespannt gedeutet. Dagegen wird und wurde in der klassischen oder traditionellen Astrologie, zu welcher u. a. auch die Stundenastrologie gehört, aus der Aspektlehre eine regelrechte Wissenschaft gemacht, bei welcher nicht nur etliche weitere Details in der Deutung berücksichtigt werden, sondern eben auch jedem einzelne Aspekt ganz eigenständige, typische Qualitäten zugeordnet werden. Bei harmonischen Aspekten ergänzen sich die Kräfte der beteiligten Planeten. Andererseits kann der als 'harmonisch' geltende Trigon-Aspekt bei den seit je her als schwierig geltenden Horoskopfaktoren wie Saturn und Mars immer noch eher als 'gespannt' gedeutet werden. Bei den gespannten Aspekten widerstreiten die Kräfte der beteiligten Planeten. Doch werden beispielsweise gespannte Aspekte zwischen den zwei klassischen 'Wohltätern' Venus und Jupiter, besonders wenn beide 'stark' bzw. 'gut' gestellt sind, wiederum in der traditionellen Astrologie dennoch weit eher als positiv wirksam gedeutet. Einige Aspekte werden auch als eher neutral angesehen. Diese Zuordnungen sind jedoch teilweise umstritten.
In der Horoskopzeichnung werden harmonische Aspekte meist durch grüne und blaue, gespannte Aspekte durch rote Linien dargestellt.

Die Wirkungen der bei einer Aspektierung beteiligten Planeten gelten nicht als gleichrangig, sondern es wird (außer bei Konjunktion und Opposition) nach Richtung unterschieden: Eine Wirkung in Richtung des Uhrzeigersinns (dexter genannt) gilt als stärker als eine gegen den Uhrzeigersinn (sinister genannt).

## Orbis
Als Orbis wird in der Astrologie die Abweichung vom exakten Winkel bezeichnet, innerhalb dessen der Aspekt noch als wirksam angesehen wird. Üblicherweise werden bis zu 7° – 10° Abweichung zugelassen. Das bedeutet z. B., dass eine Opposition zwischen 170° und 190° noch als wirksam gedeutet werden kann. Die Wirkung des Aspektes nimmt dabei mit zunehmender Exaktheit zu.
Die Größe des Orbis hängt ab von:
- der Bedeutung der beteiligten Planeten. Aspekte, an denen beispielsweise die Sonne beteiligt ist, lassen einen größeren Orbis zu als Aspekte des Uranus.
- der Stärke des Aspektes. Starke Aspekte lassen größere Orben zu als schwächere.

Wenn ein Aspekt exakt ist, das heißt die Orbis ist 1° oder kleiner, wird der Aspekt auch partil genannt. Das Gegenteil von „partil“ ist plaktisch.

## Stärke
Stärke bedeutet in der Astrologie nicht immer Wichtigkeit, da es von der Fragestellung abhängt, welche Aspekte wichtig sind. Die Grundstruktur der Deutung wird von den starken Aspekten bestimmt während feinere Nuancen durch die schwachen Aspekte vermittelt werden.
Eine verbreitete Einstufung der Aspekte als Beispiel, in abnehmender Stärke:
- Konjunktion, Opposition, Quadrat und Trigon.
- Sextil.
- Halbquadrat und Anderthalbquadrat, Quinkunx
- Semisextil, Quintil und Biquintil

Die Aspekte bis zum Sextil werden in den meisten Deutungen berücksichtigt. Das Quinkunx wie auch das Halbquadrat und das Anderthalbquadrat werden noch häufiger hinzugezogen. Doch wird ihre Verwendungshäufigkeit deutlich von den wechselnden Astrologie-Trends geprägt, was genauso für die weiteren Aspekte gilt, die eher bei besonderen Fragestellungen und Astrologie-Richtungen berücksichtigt werden.
In der Horoskopzeichnung wird die Genauigkeit der Aspekte häufig durch die Breite der verbindenden Linien dargestellt, ob per Hand gezeichnet oder per Computerprogramm gedruckt.

## Die traditionellen Hauptaspekte
Die in der antiken und hellenistischen Astrologie üblichen Aspekte waren die Konjunktion und Opposition, das Trigon und das Quadrat sowie das Sextil. Bis ins 20. Jahrhundert dominierten sie in der Astrologie und werden heute oft auch als Hauptaspekte oder ptolemäische Aspekte bezeichnet.

### Konjunktion
- Winkel: 0°
- Qualität: Einheit
- Symbol: ☌ (Unicode: U+260C)

Die Konjunktion beschreibt einen Winkel von 0 Grad, d. h. die Planeten stehen ungefähr hintereinander. Bei diesem Aspekt wird eine Bündelung der Kräfte angegeben. Ob die Konjunktion als günstiger Aspekt gedeutet werden kann, hängt entscheidend von den beteiligten Horoskopfaktoren ab. In der Astrologie gelten vor allem in der Geburtshoroskop-Deutung einige der Planeten als wenig oder gar nicht kompatibel, wie es beispielsweise mehrheitlich bei einer Konjunktion von Mond und Saturn oder Sonne und Neptun gesehen wird. Es kann also bei einer Konjunktion aus astrologischer Sicht auch zu negativen Effekten kommen.

### Sextil
- Winkel: 60°
- Qualität: Harmonie
- Symbol: ⚹ (Unicode: U+26B9 sextile)

Das Sextil wird vielfach als der Aspekt gedeutet, bei dem sowohl konträre als auch sich ergänzende Planeten in positiven Kontakt treten können. Die beteiligten Horoskopfaktoren oder Gestirne sind „Nachbarn“ oder „Bekannte“. Bei exakten Sextilen befinden sich überdies die aspektierten Horoskopfaktoren stets in Tierkreiszeichen gleicher Polarität, also männlich wie Luft- und Feuer-Tierkreiszeichen zueinander oder weiblich wie Erd- und Wasser-Tierkreiszeichen. Weiterhin sind die beteiligten Tierkreiszeichen alle entweder Tag- oder Nachtzeichen.
Bei einem Sextil, z. B. Mars und Venus, bietet sich die Chance der Zusammenarbeit – beim Trigon würden sie automatisch zusammenarbeiten bzw. zusammengeführt. Die Eigenschaften regen sich gegenseitig an; die freundschaftliche und verbindende, aber eher passive Qualität der Venus kann durch die Antriebskraft des Mars angeregt werden, die einzelgängerische, eher raue Tatkraft von Mars kann durch Venus gemildert und eingebunden werden, die Mars-Energie Diplomatie kennen lernen. Es entsteht ein starker Reiz, der die Umwelt anzieht.

### Quadrat
- Winkel: 90°
- Qualität: Spannung
- Symbol: □ (Unicode: U+25A1)

Das Quadrat ist eine problematische und zugleich chancenreiche Paarung. Die beiden Gestirne sind „Feinde“. Die Wirkung der Gestirne erfolgt aus Gegensätzen. Das Gegeneinander entsteht immer aus jeweils einem Tag- und einem Nachtzeichen. Zudem erfolgt die Wirkung aus sich fremden Symboliken wie z. B. Widder (Feuer, Tag) und Krebs (Wasser, Nacht), oder Stier (Erde, Nacht) und Löwe (Feuer, Tag). Immer ist auch das entstehende Symbol getragen von scheinbar unvereinbaren Gegensätzen, im Unterschied zur Opposition.
Bei einem Quadrat, z. B. Sonne und Saturn, arbeiten die beiden Gestirne gegeneinander. Die zugeordneten Eigenschaften kommen sich in die Quere. Die überpersönliche, gesetzesorientierte Distanz des Saturns schränkt die persönliche und subjektive Lebendigkeit der Sonne ein, die persönliche Wärme und emotionale Lebenskraft stellt die überpersönlichen Normen, die Distanz des Saturn in Frage. Doch wirkt dies genauso stark positiv, sofern die Chance aus dieser Verbindung wahrgenommen wird. Ein gesetzestreuer, leistungsorientierter Mensch hat dann das warme Herz. Die Person kennt ihre Grenzen, die Grenzen ihres Egos.

### Trigon
- Winkel: 120°
- Qualität: Harmonie
- Symbol: ▴ (Unicode: U+25B3)

Das Trigon hat eine stärkere Wirkung als das Sextil, die Kräfte der Planeten werden gewissermaßen automatisch verbunden. Wirken in astrologischer Sicht sich vor allem ergänzende Horoskopfaktoren zusammen, wie manche Planeten, führt dies zu einem Ergebnis, das normalerweise besser ist, als jenes, das die einzelnen Planeten erzielen könnten. Die Planeten sind „befreundet“ und können dem Betroffenen viele Chancen eröffnen, wenngleich die sozusagen 'automatische' positive Wirkung des Trigons womöglich auch frühzeitig Ehrgeiz und Antrieb wie Wille einschläfern können.

### Opposition
- Winkel: 180°
- Qualität: Spannung
- Symbol: ☍ (Unicode: U+260D)

Die Opposition wird in der Regel eher als ungünstiger Aspekt gedeutet, da die Kräfte der betroffenen Planeten gegeneinander wirken. Es „zeichnen sich Konflikte ab“. Allerdings gilt auch hier, dass die aus astrologischer Sicht sich ergänzende oder nicht ergänzende Qualität der beteiligten Horoskopfaktoren, besonders der Planeten, die Qualität der Opposition mitprägen. Astronomisch betrachtet befindet sich die Erde auf einer Linie zwischen den Planeten, die sich gegenüberstehen.
In der Partnerschaftsanalyse gilt dieser Aspekt durchaus als positiv, da gegensätzliche Energien ergänzend wirken sollen, auch entlang dem bekannten Sprichwort, dass sich Gegensätze anziehen und damit das Zusammenspiel und Bewusstwerdung zwischen den Partnern fördern.
Eine Sonne-Mond-Opposition (Vollmond) kann zu einer Mondfinsternis führen. Astrologisch betrachtet deutet diese Opposition auf eine gewisse Spannung zwischen dem bewussten Willen (Sonne) und den unbewussten Motivationen (Mond), zwischen Vater und Mutter hin. Bewusster, ausdauernder Wille und sich wandelnde Gefühlslagen ziehen in verschiedene Richtungen, was unter Umständen zu Ruhelosigkeit, Stress, Neurosen und diversen psychosomatischen Erkrankungen führen kann, doch auch zu großer Kreativität und Schöpferkraft wie Energie.

## Nebenaspekte

### Semisextil(oder Halbsextil)
- Winkel: 30°
- Qualität: Spannung
- Symbol: ⚺ (Unicode: U+26BA semisextile)

Das Semisextil soll dem Wesen nach ein unproblematischer Aspekt sein und beispielsweise die Verstandesseite in uns fördern. So beschrieb Else Parker in ihrem Buch „Mondphasenpsychologie“ (Amersfoort, 1950) die unter Sonne/Mond-Semisextil Geborenen als Realisten. Als leichter Spannungsaspekt hat es meist eher nebensächliche Bedeutung, soll aber bei Gradgenauigkeit mit in die Horoskopdeutung einbezogen werden.

### Halbquadrat
- Winkel: 45°
- Symbol:  (Unicode: darstellbar durch ∠ U+2220 angle[5])

### Quintil
- Winkel: 72°
- Qualität: Harmonie
- Symbol: Q

Das Quintil wird meist als ein harmonischer Nebenaspekt angesehen. Die Planeten sollen hier derart reibungslos „miteinander schwingen“, dass der Aspekt vom Betreffenden eher statisch wahrgenommen wird.

### Anderthalbquadrat
- Winkel: 135°
- Symbol: ⚼ (Unicode: U+26BC sesquiquadrate)

### Biquintil
- Winkel: 144°
- Symbol: bQ

### Quinkunx
- Winkel: 150°
- Qualität: Spannung
- Symbol: ⚻ (Unicode: U+26BB quincunx)

Das Quinkunx ist ein nur schwer wahrnehmbarer Aspekt zwischen Trigon und Opposition.
Dazu gibt es recht unterschiedliche Deutungen der Aspekt-Qualität des Quinkunx. So könnte es beispielsweise die Qualitäten eines Trigons verfeinern, lässt aber bereits konkrete Handlungszwänge bzw. Herausforderungen einer Opposition spüren. Es wird von manchen Astrologen auch als neptunischer bzw. Sehnsuchtsaspekt bezeichnet. Weiterhin werden Entscheidungsschwäche und Hilflosigkeit teils als typische Begleiterscheinungen dieses Aspektes behauptet. Die beteiligten Planeten sollen so undurchschaubar miteinander schwingen, dass es einer Floßfahrt im offenen Meer gleichen soll. Das Quinkunx kann Potentiale in uns aufzeigen, die wir entweder noch entwickeln können oder die bereits erschöpft sind. Was von beidem in Frage kommt, muss der Horoskopeigner für sich in jeder Situation selber klären. Insofern könnte uns dieser Aspekt u. a. wohlüberlegtes Denken und Handeln lehren.

## Aspektsonderformen

### Parallelaspekt
Wie gesagt, werden bei den Aspekten gemeinhin nur die ekliptikalen Längen betrachtet, ekliptikale Breite bzw. Deklination werden dagegen meist ignoriert.
Die Deklination spielt jedoch beim sogenannten Parallelaspekt – auch Deklinationsaspekt, Breitenaspekt oder Deklinationsparallele genannt – eine Rolle. Ein Parallelaspekt liegt dann vor, wenn zwei Horoskopfaktoren die gleiche Deklination haben. Man spricht dann auch von einer Deklinationskonjunktion (Symbol: ||) und schreibt diesem Aspekt einen einer Konjunktion ähnlichen, aber schwächeren Einfluss zu. Sind die Deklinationen dem Betrag nach gleich, aber entgegengesetzten Vorzeichens – das heißt, einer der Planeten steht südlich und der andere nördlich des Himmelsäquators, so spricht man von einer Deklinationsopposition und schreibt diesem Aspekt eine Wirkung ähnlich einer Opposition zu.
Die Beachtung von Parallelaspekten wurde von Placidus eingeführt, aber in der Folge nur wenig beachtet. Erst Reinhold Ebertin griff das Konzept wieder auf und propagierte die Betrachtung von Parallelaspekten und Halbsummen in der Kosmobiologie. 

### Halbsummen
Die Halbsummen, bereits im Mittelalter zumindest bekannt, wurden von Alfred Witte als einzige Winkelbeziehung zwischen den Horoskopfaktoren in der sogenannten Hamburger Schule zugelassen und gedeutet. Wenn ein Planet auf der Ekliptik zwischen 2 anderen Planeten oder Faktoren steht, so verbindet er die beiden flankierenden Planeten zu einem Aspekt von 3 Faktoren. Witte nannte diese Kombination Planetenbild.